# Vidéogramme
Un vidéogramme désigne un enregistrement de signaux ou données vidéo mémorisé sur un support de sauvegarde ou de stockage. Il dispose également le plus souvent, de données sonores (audio) associées à l'image.
Un vidéogramme peut également faire l'objet d'une transmission ou une télédiffusion.
Sous forme analogique ou numérique, un vidéogramme peut figurer par exemple sur des supports tels que :
- DVD
- Disque Blu-ray
- Fichier informatique
- Vidéocassette (obsolète)
- Laserdisc (obsolète)

Un vidéogramme peut également être retransmis par voie filaire ou hertzienne (Internet, télédiffusion).